# Inger Smits
Inger Smits (født 17. September 1994 i Geleen) er en hollandsk håndboldspiller, som spiller for CSM București og Hollands kvindehåndboldlandshold.
Hun var også med til at vinde VM-guld for Holland, ved VM i kvindehåndbold 2019 i Japan efter finalesejr over Spanien med cifrene 30-29.